# Jeremy Dehner
Jeremy Dehner (* 25. April 1987 in Madison, Wisconsin) ist ein ehemaliger US-amerikanischer Eishockeyspieler, der im Verlauf seiner aktiven Karriere zwischen 2006 und 2022 unter anderem 237 Spiele für den EHC Red Bull München und die Grizzlys Wolfsburg in der Deutschen Eishockey Liga (DEL) auf der Position des Verteidigers bestritten hat. Mit den Münchnern gewann er im Jahr 2016 die Deutsche Meisterschaft.

## Karriere
Dehner begann seine Karriere in der Saison 2004/05 bei den Green Bay Gamblers in der Juniorenliga United States Hockey League (USHL), wo er zwei Spielzeiten absolvierte. Zwischen 2006 und 2010 stand der Verteidiger im Universitätsteam der University of Massachusetts Lowell in der Hockey East, die in der National Collegiate Athletic Association (NCAA) eingegliedert ist, auf dem Eis.
Am Ende der Saison 2009/10 absolvierte der US-Amerikaner acht Spiele für die Norfolk Admirals in der American Hockey League (AHL). Im Sommer 2011 wechselte Dehner nach Europa und war vier Jahre lang für Jokerit in der finnischen Liiga aktiv. Danach wechselte der Linksschütze zunächst zum EC Red Bull Salzburg, wurde aber ohne einen Einsatz zum EHC Red Bull München in die Deutsche Eishockey Liga (DEL) transferiert. Kurz nach Beginn der Saison zog sich der Defensivspieler in der Partie gegen den ERC Ingolstadt einen Adduktorenriss zu und fiel bis Januar 2015 aus. In der Saison 2015/16 gewann er mit München den Deutschen Meistertitel und verließ anschließend den Verein. Im Juli 2016 verpflichteten ihn die Grizzlys Wolfsburg und spielte bis 2019 für den Klub aus Niedersachsen.
Im Oktober 2019 kehrte der Verteidiger nach Nordamerika zurück und spielte zunächst bis Februar 2020 sporadisch für die Florida Everblades in der ECHL. Die Spielzeit 2019/20 beendete Dehner allerdings bei Helsingfors IFK in Finnland, für die er eine Partie absolvierte. Aufgrund der COVID-19-Pandemie setzte er im Anschluss bis zum Dezember 2021 mit dem Eishockeyspielen aus, ehe er noch einmal bis Januar 2022 in vier Partien für die Everblades in der ECHL auf dem Eis stand.

## Erfolge und Auszeichnungen
- 2010 Hockey East All-Academic Team
- 2010 Hockey East Second All-Star-Team
- 2016 Deutscher Meister mit dem EHC Red Bull München
- 2017 Deutscher Vizemeister mit den Grizzlys Wolfsburg

## Karrierestatistik
(Legende zur Spielerstatistik: Sp oder GP = absolvierte Spiele; T oder G = erzielte Tore; V oder A = erzielte Assists; Pkt oder Pts = erzielte Scorerpunkte; SM oder PIM = erhaltene Strafminuten; +/− = Plus/Minus-Bilanz; PP = erzielte Überzahltore; SH = erzielte Unterzahltore; GW = erzielte Siegtore; 1 Play-downs/Relegation; Kursiv: Statistik nicht vollständig)

## Familie
Jeremy Dehner stammt aus einer eishockeybegeisterten Familie. Sein Cousin Ryan Suter absolvierte bereits über 750 Spiele in der National Hockey League (NHL) und nahm an zwei olympischen Turnieren teil. Dessen Vater Bob war Teil des sogenannten „Miracle on Ice“, gewann also 1980 bei den Olympischen Winterspielen 1980 in Lake Placid Gold im Eishockey. Dessen Bruder Gary, also ein weiterer Onkel Dehners, spielte jahrelang in der NHL und gewann 1989 den Stanley Cup.